# Girolamo Asteo
Girolamo Asteo, OFM Conv. (1562 – 1626) foi um prelado católico romano que serviu como Bispo de Veroli (1608–1626).

## Biografia
Girolamo Asteo nasceu em 1562 e foi ordenado sacerdote na Ordem dos Frades Menores Conventuais. No dia 17 de novembro de 1608, foi nomeado durante o papado de Paulo V como Bispo de Veroli. A 23 de novembro de 1608, foi consagrado bispo por Marcello Lante della Rovere, bispo de Todi, com Giovanni Battista del Tufo, bispo emérito de Acerra, e Paolo de Curtis, bispo emérito de Isernia, servindo como co-consagradores. Serviu como Bispo de Veroli até à sua morte a 15 de agosto de 1626.